# Nieuw Amsterdam (schip, 2010)
Deze Nieuw Amsterdam is het vierde schip met deze naam van de Holland-Amerika Lijn, een cruiseschip. Het schip maakt deel uit van de Signature Klasse. De Nieuw Amsterdam is in 2010 de vaart genomen. Het is het 81e schip van de Holland-Amerika Lijn en het een-na-grootste schip in de vloot. Haar zusterschip is de Eurodam, Eurodam en Nieuw Amsterdam zijn geen directe kopieën van elkaar. 
Dit is het 4e schip van de Holland-Amerika Lijn dat onder de naam Nieuw Amsterdam vaart.
De Nieuw Amsterdam is op 4 juli 2010 door toen nog prinses Maxima gedoopt.
Er is op de Nieuw Amsterdam veel nieuw aan boord. Er komt een digitale workshop, waarop passagiers real-time hun familie over hun vakantie kunnen vertellen. Verder zijn er  verschillende nieuwe bars en lounges, ieder met een eigen thema. 67% van alle hutten heeft een uitzicht op zee. Ze heeft een dynamic positioning system.